# Guglielmo II Salusio V
Guglielmo II Salusio V (1214/1217 – 1244/1254) divenne Giudice di Cagliari nel 1232.

## Biografia
Guglielmo era l'unico figlio di Benedetta e del giudice Barisone Torchitorio IV. Nacque fra il 1214, anno del matrimonio fra Barisone e Benedetta e il 1217 anno della morte di Barisone. Successe al padre quando era ancora in fasce benché in realtà il ruolo di giudice di Cagliari venne de facto esercitato dalla madre Benedetta e dei suoi vari mariti successivi in particolare dal pisano Lamberto Visconti, giudice di Gallura, che nel 1216 aveva ottenuto dai riluttanti sovrani cagliaritani Barisone e la futura moglie Benedetta la cessione del colle ove venne fondata la rocca di Castel di Castro.
Nel 1232, a seguito della morte della madre Benedetta, il quindicenne Guglielmo assunse la pienezza dei poteri sovrani anche se per alcuni anni (fino al 1235) dovette sottostare alla supervisione della zia Agnese. Sposò una nobildonna, forse appartenente al casato dei Serra, dalla quale ebbe due figli. Giovanni, uno dei due figli, assunse il titolo di giudice in un periodo compreso fra il 1244 e il 1254, con il nome di Giovanni Torchitorio V (noto Chiano).